# Huissignies
 Huissignies  is een dorp in de Belgische provincie Henegouwen, en een deelgemeente van de Waalse stad Chièvres.
Huissignies was een zelfstandige gemeente, tot die bij de gemeentelijke herindeling van 1977 toegevoegd werd aan de gemeente Chièvres.

## Bezienswaardigheden
- Het Château Málaise (ook: Château d'Arenberg) is een versterkt huis dat teruggaat tot de 12e eeuw. De huidige gebouwen zijn van eind 13e eeuw en van de 16e eeuw.
- De Sint-Martinuskerk (Église Saint-Martin) is een classicistisch kerkgebouw van 1792 dat in 1810 nog enigszins gewijzigd werd. Het is gebouwd in baksteen en kalksteen.

## Natuur en landschap
Huissignies ligt aan de Humelle die parallel loopt aan het Kanaal Blaton-Aat. De hoogte aan de kerk bedraagt 49 meter.

## Demografische ontwikkeling
- Bronnen:NIS, Opm:1831 tot en met 1970=volkstellingen, 1976= inwoneraantal op 31 december

## Nabijgelegen kernen
Tongre-Notre-Dame, Ladeuze, Autreppe, Beloeil

## Externe links

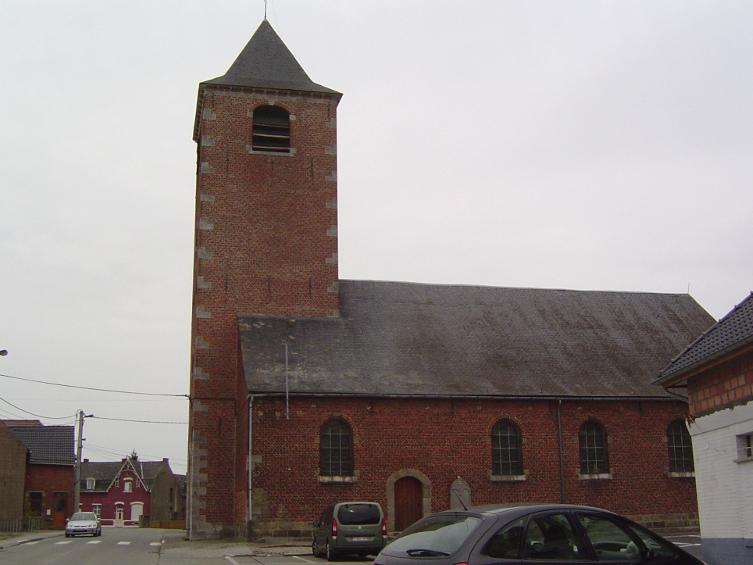
Kerk van St Martin